# The Paranormal Diaries: Clophill
Pour plus de détails, voir Fiche technique et Distribution.
 The Paranormal Diaries: Clophill est un film d'horreur britannique réalisée par Michael Bartlett et Kevin Gates et sorti en 2013.

## Synopsis
En 1963, une messe noire se déroule dans une église en ruine de la petite ville de Clophill, en Grande Bretagne. Depuis, des événements étranges s'y produisent. 
En 2010, une équipe de tournage se rend sur place afin d'enquêter sur ces phénomènes...

## Fiche technique
- Titre original : The Paranormal Diaries: Clophill
- Réalisation : Michael Bartlett et Kevin Gates
- Musique : Pete Renton
- Dates de sortie : 
  -  Royaume-Uni : 14 octobre 2013
  -  France : 2 septembre 2014 (en vidéo)

## Distribution
- Craig Stovin : lui-même
- Criselda Cabitac : elle-même
- Kevin Gates : lui-même
- Michael Bartlett : lui-même
- Mark Jeavons : lui-même
- Rob Whitaker : lui-même